# Dante (Fußballspieler)
Dante, mit vollständigem Namen Dante Bonfim Costa Santos (* 18. Oktober 1983 in Salvador), ist ein brasilianischer Fußballspieler. Der Innenverteidiger wechselte als 20-Jähriger nach Europa, spielte zunächst für fünf Jahre in Frankreich und Belgien und anschließend mehr als sieben Jahre lang in Deutschland, zunächst bei Borussia Mönchengladbach. Mit dem FC Bayern München gewann er sowohl mehrere nationale Titel als auch die UEFA Champions League und die Klub-Weltmeisterschaft. Seit August 2016 steht er beim OGC Nizza unter Vertrag. Für die brasilianische Nationalmannschaft bestritt er in den Jahren 2013 und 2014 insgesamt 13 Länderspiele, unter anderem bei der Weltmeisterschaft 2014 im eigenen Land.

## Karriere

### Vereine

#### Jugendkarriere in Brasilien
1998 spielte Dante in Alagoinhas bei Catuense Futebol, bevor er 1999 zu Galícia EC und 2000 zum Capivariano FC nach Capivari wechselte. 2001 war er in der Jugend-, 2002 bis 2003 für die Profimannschaft von EC Juventude aktiv.

#### Wechsel nach Europa
Im Januar 2004 wechselte er nach Frankreich zum Erstligisten OSC Lille, bei dem er zu zwölf Ligaspieleinsätzen kam. Im Januar 2006 wechselte er nach Belgien zum Erstligisten Sporting Charleroi, ein Jahr darauf zum Ligakonkurrenten Standard Lüttich, mit dem er 2008 belgischer Meister wurde.

#### Borussia Mönchengladbach
In der Winterpause der Saison 2008/09 verpflichtete ihn der deutsche Bundesligist und damalige Tabellenletzte Borussia Mönchengladbach, um seine Abwehr zu stabilisieren, und stattete ihn mit einem Viereinhalbjahresvertrag bis zum 30. Juni 2013 aus. In der Bundesliga debütierte er am 20. März 2009 (25. Spieltag) bei der 0:1-Niederlage im Heimspiel gegen den VfL Bochum mit der Einwechslung für Tobias Levels in der 67. Minute. Sein erstes Bundesligator erzielte er am 11. April 2009 (27. Spieltag) bei der 1:2-Niederlage im Heimspiel gegen den VfL Wolfsburg mit dem Treffer zum zwischenzeitlichen 1:1 in der 79. Minute. Am 6. Juli 2010 verlängerte er seinen Vertrag vorzeitig um ein weiteres Jahr.
Dante galt in seiner Zeit in Mönchengladbach als Leistungsträger; er wurde von den Fans zum besten Abwehrspieler der Saison 2009/10 gewählt.

#### FC Bayern München
Zur Spielzeit 2012/13 wechselte Dante zum FC Bayern München, bei dem er einen bis zum 30. Juni 2016 gültigen Vertrag unterschrieb. Sein erstes Tor für den FC Bayern München erzielte er am 24. November 2012 (13. Spieltag) beim 5:0-Sieg im Heimspiel gegen Hannover 96 mit dem Treffer zum 4:0 in der 63. Minute. Am 28. Spieltag sicherte sich Dante mit dem FC Bayern München seine erste deutsche Meisterschaft. Beim 2:1-Sieg der Münchener im UEFA-Champions-League-Finale 2013 verursachte er einen Strafstoß, durch den Borussia Dortmund zum 1:1 ausglich. Das Finale des DFB-Pokals gegen den VfB Stuttgart am 1. Juni 2013 verpasste Dante wegen einer Abstellung für die brasilianische Nationalmannschaft. Dennoch gewann er nach seiner ersten Saison mit dem FC Bayern München das Triple. Im März 2014 verlängerte er seinen Vertrag bis 2017. 2014 gewann er mit dem FC Bayern München das Double, 2015 erneut die deutsche Meisterschaft.

#### VfL Wolfsburg
Kurz vor Ablauf der Transferperiode am 31. August 2015 verständigten sich der FC Bayern München und der VfL Wolfsburg über einen sofortigen Wechsel von Dante, nachdem er zuvor um seine Freigabe gebeten hatte, um wieder häufiger spielen zu können. Er erhielt beim VfL Wolfsburg einen bis 30. Juni 2018 gültigen Vertrag. Sein Punktspieldebüt für den VfL Wolfsburg gab er am 12. September 2015 (4. Spieltag) beim torlosen Unentschieden im Auswärtsspiel gegen den Bundesliganeuling FC Ingolstadt 04; sein einziges Bundesligator für den VfL Wolfsburg erzielte er am 24. Januar 2016 (18. Spieltag) bei der 2:3-Niederlage im Auswärtsspiel gegen Eintracht Frankfurt mit dem Treffer zum 1:0 in der 25. Minute.

#### OGC Nizza
Zur Saison 2016/17 verpflichtete ihn der französische Erstligist OGC Nizza. Beim Vierten der Vorsaison war er Stammspieler in der Innenverteidigung, scheiterte mit dem Team zwar bereits in der Gruppenphase der Europa League und auch in den beiden nationalen Pokalwettbewerben schied man frühzeitig aus, doch in der Liga belegte Dante nach seiner ersten Saison in Nizza mit dem von Lucien Favre trainierten Team den dritten Platz hinter Monaco und Paris. So gut war OGC Nizza in der Liga zuletzt 1976 platziert gewesen, als man seinerzeit Vizemeister hinter St. Étienne geworden war. Durch den dritten Platz hatte Nizza nun die Chance sich für die Champions League zu qualifizieren, konnte in der Qualifikation immerhin Ajax Amsterdam ausschalten, doch erwies sich dann der SSC Neapel als zu stark und so zogen die Italiener in die Champions-League-Gruppenphase ein. Für Nizza und somit auch Dante, der inzwischen Mannschaftskapitän war, ging es in der Europa League weiter, in der nach erfolgreich absolvierter Gruppenphase jedoch Lok Moskau Endstation war. Dante verpasste nicht eine Minute dieser Europatournee, die mit insgesamt zwölf internationalen Spielen die bislang umfangreichste in der OGC-Historie gewesen war. Die Liga-Saison 2017/18 beendete Dante mit dem Olympique Gymnaste Club de Nice Côte d’Azur auf dem achten Tabellenplatz, damit misslang die erneute Qualifikation für einen internationalen Wettbewerb. Trainer Lucien Favre wanderte nach Dortmund ab, sein Nachfolger wurde mit Welt- und Europameister Patrick Vieira ein Schwergewicht des französischen Fußballs, freilich noch mit recht wenig Trainererfahrung. Auch der neue Coach setzte auf Dante als Kapitän und Innenverteidiger, dessen Defensive im Saisonverlauf mit 35 Gegentoren so wenige Treffer hinnehmen musste wie der überlegene Meister Paris Saint-Germain. Allerdings gelangen der OGC-Offensive in der ganzen Saison nur 30 eigene Treffer, lediglich die beiden Absteiger aus Caen und Guingamp trafen noch seltener ins gegnerische Gehäuse. Dies ergab den siebten Platz in der Abschlusstabelle und da Nizza in den beiden nationalen Pokalwettbewerben ebenso wie in den Jahren zuvor frühzeitig ausgeschieden war, blieb Dante und seinen Kollegen wiederum nur die Zuschauerrolle bei den Europapokal-Wettbewerben. Im September 2019 fiel Dante aufgrund von Knieproblemen für mehrere Wochen aus. Anfang November 2020 erlitt Dante einen Kreuzbandriss im linken Knie während eines Ligaspiels gegen SCO Angers. Er verpasste den Rest der Saison, kehrte jedoch zu Beginn der Saison 2021/22 als unumstrittene Stammkraft und Kapitän in die Mannschaft zurück. Im März 2022 wurde sein Vertrag um ein weiteres Jahr verlängert. In der Saison 2022/23 wird er damit zum dritten Mal in seiner Karriere unter Trainer Lucien Favre spielen.

### Nationalmannschaft
Am 22. Januar 2013 wurde Dante erstmals von Nationaltrainer Luiz Felipe Scolari für die Seleção nominiert. Er debütierte am 6. Februar 2013 in der Startelf bei einer 1:2-Niederlage im Test-Länderspiel im Londoner Wembley-Stadion gegen die Auswahl Englands.
Beim FIFA-Konföderationen-Pokal 2013 in Brasilien stand Dante erstmals bei einem großen Turnier im brasilianischen Kader. In seiner Geburtsstadt Salvador da Bahia erzielte er am 22. Juni 2013 im dritten Gruppenspiel, dem 4:2-Sieg gegen die Auswahl Italiens, 13 Minuten nach seiner Einwechslung für David Luiz mit dem Führungstreffer zum 1:0 sein erstes Länderspieltor. Auch im Halbfinale gegen Uruguay kam er zum Einsatz und gewann nach dem 3:0-Finalsieg gegen Welt- und Europameister Spanien seinen ersten Titel mit der Nationalelf.
Am 8. Mai 2014 berief ihn der brasilianische Nationaltrainer Luiz Felipe Scolari in den Kader der brasilianischen Nationalmannschaft für die Weltmeisterschaft 2014. Seinen einzigen Einsatz bei der WM im eigenen Land hatte Dante bei der 1:7-Halbfinalniederlage Brasiliens gegen Deutschland am 8. Juli 2014, als er für den gelbgesperrten Mannschaftskapitän Thiago Silva in die Startelf rückte.

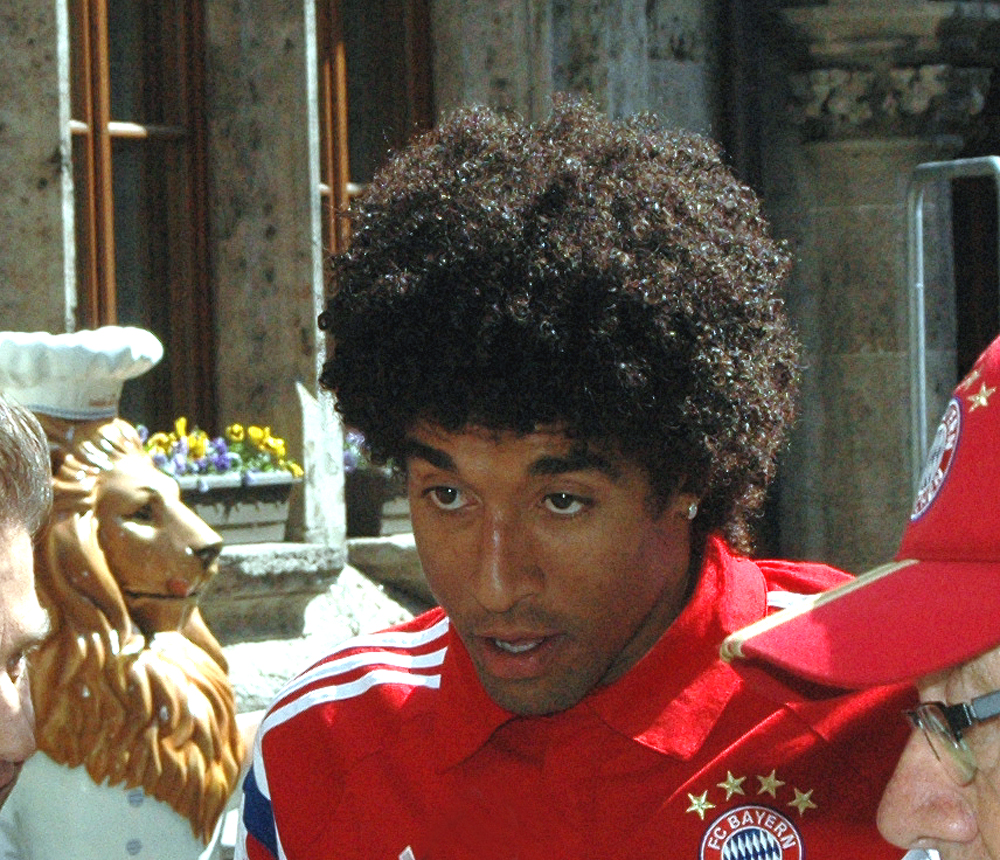
Dante im Hof des Münchner Rathauses während der Meisterfeier des FC Bayern München 2014

## Erfolge

### Vereine
- FIFA-Klub-Weltmeister: 2013
- UEFA-Champions-League-Sieger: 2013
- UEFA-Super-Cup-Sieger: 2013
- Deutscher Meister: 2013, 2014, 2015
- DFB-Pokal-Sieger: 2013, 2014
- DFL-Supercup-Sieger: 2012
- Belgischer Meister: 2008, 2009
- Belgischer Supercupsieger: 2008

### Nationalmannschaft
- Confed-Cup-Sieger: 2013

### Auszeichnungen
- Mitglied der VDV 11: 2012, 2013, 2014
- Kicker-Verteidiger des Jahres: 2013

## Sonstiges
Sein Afro-Look bekam in Mönchengladbach Kultcharakter. Zahlreiche Fans kamen regelmäßig mit „Dante-Frisuren“ oder „-Perücken“ in den Borussia-Park. Nachdem die Borussia am 25. Mai 2011 im zweiten Relegationsspiel der Saison 2010/11 gegen den VfL Bochum den Klassenerhalt gesichert hatte, ließ Dante seinen Kopf entsprechend einem zuvor abgegebenen Versprechen kahlscheren.
Dante unterstützt als Botschafter die Initiative Respekt! Kein Platz für Rassismus. Außerdem ist er seit 2013 internationaler Botschafter für die überkonfessionelle Hilfsorganisation SOS-Kinderdörfer weltweit.
Unmittelbar nach dem Dreifachtriumph des FC Bayern München 2013, mit dem Sieg im DFB-Pokalfinale, dem Dante wegen der Abstellung zur Seleção fernbleiben musste, übersandte er eine Videobotschaft, in der er gratulierte und sang. Der Gesang wurde vom Berliner Musik-Label Mesanic Music, ehemals bekannt als Montana Music Recordings, zu dem Titel Wir gewinnen die Meisterschaft und auch von dem Musik-Label Motor Entertainment zu dem Titel … und Pokal auch abgemischt und als kommerzieller Download veröffentlicht. Den Erlös dieser Aktion spendete Dante den SOS-Kinderdörfern und den deutschen Flutopfern. Die beiden Single-Titel erreichten Platz 88 und 79 der deutschen Charts.
Dante ist verheiratet und hat zwei Kinder.